# Unió disjunta

Exemple d'unió disjunta

En teoria de conjunts, la unió disjunta de dos o més conjunts és un conjunt que "pràcticament" conté còpies disjuntes dels conjunts originals. Habitualment la unió disjunta dels conjunts A i B es denota {\displaystyle A\sqcup B} o també {\displaystyle A\amalg B} tot i que aquesta operació pot estar representada per altres notacions diferents, com ara {\displaystyle A\uplus B} o fins i tot A + B. Aquestes notacions acostumen a estar relacionades amb el fet que, en teoria de categories, la unió disjunta és el coproducte de la categoria de conjunts.
Quan els conjunts ja són disjunts, la unió disjunta coincideix amb la unió usual A ∪ B.
Per a calcular la unió disjunta de dos conjunts amb intersecció no nul·la, cal transformar-ne els seus elements afegint una etiqueta a cadascun d'ells que indiqui el conjunt de provinença. En general, sigui {\displaystyle A_{i}} una família de conjunts (no necessàriament diferents) indexats per i ∈ I, aleshores la unió disjunta es defineix com:
{\displaystyle \coprod _{i\in I}A_{i}=\bigcup _{i\in I}(A_{i}\times \{i\})=\bigcup _{i\in I}\{(x,i):x\in A_{i}\}.}